# Françoise Cotron-Henry
Françoise Cotron-Henry (Fanou Cotron, * 7. Juli 1936 in Chamalières; † 16. September 1975) war eine französische Pianistin und Komponistin.
Cotron-Henry hatte ersten Klavierunterricht am Konservatorium von Clermont-Ferrand bei Marguerite Chattenet. Achtjährig führte sie 1945 an der Oper der Stadt Arthur Honeggers Concertino für Klavier und Orchester unter Leitung des Komponisten auf. Wenige Monate später wurde sie von der Association des Concerts Pasdeloup zur Aufführung eines Klavierkonzerts von Mozart eingeladen.
Sie studierte am Conservatoire de Paris und vervollkommnete ihre pianistische Ausbildung bei Magda Tagliaferro. 1959 gewann sie mit der Kantate Dans les jardins d'Armide einen Second Grand Prix de Rome. Im selben Jahr führte das Orchestre Pasdeloup unter Leitung von André Girard im Salle Playel ihre Lamentations de Jérémie für Soli, Chor und Orchester auf, die sie anlässlich der Niederschlagung des Ungarischen Volksaufstandes 1956 komponiert hatte.
Bei einem weiteren concert referendum des Orchestre Pasdeloup gewann Cotron-Henry mit der Suite concertante sur un argument choréographique den Publikumspreis. Das Werke wurde im selben Jahr am Théâtre national de Chaillot unter Leitung von Pol Mule und im Folgejahr am Théâtre de Vichy unter Louis de Froment, wieder mit der Komponistin am Klavier, aufgeführt. Gesundheitliche Probleme zwangen Cotron-Henry in den Folgejahren, sich vom Musikbetrieb zurückzuziehen.

## Werke
- Lamentations de Jérémie für Soli, Chor und Orchester
- Dans les jardins d'Armide, Kantate, 1959
- Suite concertante sur un argument choréographique, 1959
- Sonate für Violine und Klavier
- Toccata für Klavier
- Suite pour un quart d'heure de sommeil für zwei Klaviere
- Pic et Pic et Colegram für Sprecher und sechs Instrumente
- Nous sommes, nach einem Gedicht von Paul Éluard für Kontraalt und Klavier
- L'Innocent, Ballett für Orchester

| Personendaten    | Personendaten                          |
| ---------------- | -------------------------------------- |
| NAME             | Cotron-Henry, Françoise                |
| ALTERNATIVNAMEN  | Cotron, Fanou                          |
| KURZBESCHREIBUNG | französische Pianistin und Komponistin |
| GEBURTSDATUM     | 7. Juli 1936                           |
| GEBURTSORT       | Chamalières                            |
| STERBEDATUM      | 16. September 1975                     |